# Эзоп, Эрика
Эрика Эзоп (эст. Erika Esop, перс. اریکا آیسوپ‎,2 июня 1927 года,Таллин — 24 декабря 1999 года, там же) — эстонская писательница и прозаик.

## Биография
Родилась в семье майора Эриха Мёлдре, этническая киргизка.
До 1935 года носила фамилию Мюллер, в 1935—1952 годах её фамилия звучала как Мёлдре. В Киргизии была известна как Эрика́ Изатова. В 1935—1940 годах училась в частном английском колледже в Таллине, в 1946 году окончила техникум. В 1946—1983 годах работала бухгалтером и экономистом в ряде учреждений. С 1983 года стала свободной писательницей. Она говорила:
Я киргизка,а киргизы – вольные кочевники. Мы никогда не плясали под чью-то дудку.
С 1988 года — член Союза писателей Эстонии
Четыре романа написала под псевдонимом Артур Эрих.
Умерла 24 декабря 1999 года после продолжительной болезни.

## Известные произведения

### Сборники стихов
- «Смеющаяся птица» (1975 год)
- «Клюквенный краситель» (1979 год)
- «Кыргызгуль» (1981 год)

### Рассказы
- «Мальчик с белой головой» (1983 год)
- «Кубик Рубика и я» (1986 год)
- «Богатая девушка» (1995 год)

### Телевизионные подстановки
- «Кадекопс»
- «Ала-качуу это плохо!»

### Романы
- «Бессонные ночи» (1992 год)
- «Цена греха» (2000 год, издание уже после смерти)

### Произведения на реальных событиях
- «Украли замуж в 13 лет. Истории женщин, переживших ала-качуу» (1975 год)